# Quatrième district congressionnel de l'Utah
Le 4e district congressionnel de l'Utah est un district créé par la Législature de l'État à la suite d'une nouvelle répartition par le Congrès après que le recensement de 2010 ait montré une augmentation de la population dans l'État par rapport aux autres États. Avant la redistribution de 2010, l'Utah comptait trois districts congressionnels.
Environ 85 % du nouveau district est concentré dans le Comté de Salt Lake et comprend une partie de Salt Lake City, qui est partagée avec les 2e et 3e districts ; il comprend également des parties des comtés de l'Utah, de Juab et de Sanpete,,,. Avec un indice CPVI de R+16, c'est le district le plus Républicain de l'Utah, un État avec une délégation entièrement républicaine au Congrès.
À la suite du redécoupage, les candidats du parti en 2012 comprenaient le Représentant Démocrate Jim Matheson, qui avait auparavant représenté le 2e district de l'Utah de 2001 à 2013. La candidate républicaine était Mia Love, maire de Saratoga Springs et candidate au Congrès pour la première fois. Elle a remporté l'investiture républicaine en 2012 face à deux Représentants de l'État, Stephen Sandstrom et Carl Wimmer, lors de la convention de l'État Républicain.
Le candidat Démocrate Matheson a remporté de justesse les élections contre Love le 6 novembre 2012 et a représenté le 4e district jusqu'en janvier 2015. Il a décidé de ne pas se représenter. En 2014, Mia Love s'est présentée à nouveau au siège et a remporté les élections générales, battant le candidat Démocrate Doug Owens. Elle est devenue la première Haïtienne américaine et la première femme républicaine noire élue au Congrès, ainsi que la première personne noire d'un des deux sexes élue au Congrès de l'Utah.
Aux élections de 2018, Love s'est présenté pour un troisième mandat, perdant face au maire du Comté de Salt Lake, Ben McAdams, par 694 voix sur près de 270 000. À la suite de l'élection de McAdams, le district est devenu le district le plus Républicain du pays à être représenté par un Démocrate. En 2020, le Républicain Burgess Owens a battu de peu McAdams pour regagner le siège pour le Parti Républicain.

## Historique de vote

### Résultats sous les frontières actuelles (depuis 2023)
| Année | Poste     | Résultats             |
| ----- | --------- | --------------------- |
| 2016  | Président | Trump 45,3 % - 24,3 % |
| 2020  | Président | Trump 60,0 % - 34,4 % |

### Résultats sous les anciennes frontières (2013 - 2023)[10],[11]
| Année | Poste     | Résultats              |
| ----- | --------- | ---------------------- |
| 2008  | Président | McCain 56,1 % - 40,9 % |
| 2012  | Président | Romney 67,2 % - 30,2 % |
| 2016  | Président | Trump 39,1 % - 32,4 %  |
| 2020  | Président | Trump 52,4 % - 43,3 %  |

## Liste des Représentants du district
| Membre                             | Parti       | Années                          | Congrès     | Histoire électorale                                          | Zone géographique                                        |
| ---------------------------------- | ----------- | ------------------------------- | ----------- | ------------------------------------------------------------ | -------------------------------------------------------- |
| District établit le 3 janvier 2013 |             |                                 |             |                                                              |                                                          |
| Jim Matheson                       | Démocrate   | 3 janvier 2013 - 3 janvier 2015 | 113e        | Redécoupage depuis le 2e district et réélu en 2012. Retrait. | 2013–2023 Parties de Juab, Salt Lake, Sanpete et Utah    |
| Mia Love                           | Républicain | 3 janvier 2015 - 3 janvier 2019 | 114e , 115e | Élu en 2014. Réélu en 2016. Perd sa réélection.              | 2013–2023 Parties de Juab, Salt Lake, Sanpete et Utah    |
| Ben McAdams                        | Démocrate   | 3 janvier 2019 - 3 janvier 2021 | 116e        | Élu en 2018. Perd sa réélection.                             | 2013–2023 Parties de Juab, Salt Lake, Sanpete et Utah    |
| Burgess Owens                      | Républicain | 3 janvier 2021 - Présent        | 117e , 118e | Élu en 2020. Réélu en 2022.                                  | 2013–2023 Parties de Juab, Salt Lake, Sanpete et Utah    |
| Burgess Owens                      | Républicain | 3 janvier 2021 - Présent        | 117e , 118e | Élu en 2020. Réélu en 2022.                                  | 2023–Présent Sanpete; parties de Juab, Salt Lake et Utah |

## Résultats des récentes élections
Voici les résultats des dix précédents cycles électoraux dans le district.

### 2012
| Élection de 2012 du 4e district congressionnel de l'Utah | Élection de 2012 du 4e district congressionnel de l'Utah | Élection de 2012 du 4e district congressionnel de l'Utah | Élection de 2012 du 4e district congressionnel de l'Utah | Élection de 2012 du 4e district congressionnel de l'Utah |
| -------------------------------------------------------- | -------------------------------------------------------- | -------------------------------------------------------- | -------------------------------------------------------- | -------------------------------------------------------- |
| Parti                                                    | Parti                                                    | Candidat                                                 | Votes                                                    | %                                                        |
|                                                          | Démocrate                                                | Jim Matheson (sortant)                                   | 119 803                                                  | 48,84                                                    |
|                                                          | Républicain                                              | Mia Love                                                 | 119 035                                                  | 48,53                                                    |
|                                                          | Libertarien                                              | Jim L. Vein                                              | 6439                                                     | 2,63                                                     |
| Total des votes                                          | Total des votes                                          | Total des votes                                          | 245 277                                                  | 100 %                                                    |
|                                                          | Les Démocrates remportent (nouveau siège)                |                                                          |                                                          |                                                          |

### 2014
| Élection de 2012 du 4e district congressionnel de l'Utah | Élection de 2012 du 4e district congressionnel de l'Utah | Élection de 2012 du 4e district congressionnel de l'Utah | Élection de 2012 du 4e district congressionnel de l'Utah | Élection de 2012 du 4e district congressionnel de l'Utah |
| -------------------------------------------------------- | -------------------------------------------------------- | -------------------------------------------------------- | -------------------------------------------------------- | -------------------------------------------------------- |
| Parti                                                    | Parti                                                    | Candidat                                                 | Votes                                                    | %                                                        |
|                                                          | Républicain                                              | Mia Love                                                 | 64 390                                                   | 50,04                                                    |
|                                                          | Démocrate                                                | Doug Owens                                               | 60 165                                                   | 46,75                                                    |
|                                                          | Libertarien                                              | Jim L. Vein                                              | 1154                                                     | 0,90                                                     |
| Total des votes                                          | Total des votes                                          | Total des votes                                          | 125 709                                                  | 100 %                                                    |
|                                                          | Les Républicains prennent aux Démocrates                 |                                                          |                                                          |                                                          |

### 2016
| Élection de 2016 du 4e district congressionnel de l'Utah | Élection de 2016 du 4e district congressionnel de l'Utah | Élection de 2016 du 4e district congressionnel de l'Utah | Élection de 2016 du 4e district congressionnel de l'Utah | Élection de 2016 du 4e district congressionnel de l'Utah |
| -------------------------------------------------------- | -------------------------------------------------------- | -------------------------------------------------------- | -------------------------------------------------------- | -------------------------------------------------------- |
| Parti                                                    | Parti                                                    | Candidat                                                 | Votes                                                    | %                                                        |
|                                                          | Républicain                                              | Mia Love (sortante)                                      | 147 597                                                  | 53,76                                                    |
|                                                          | Démocrate                                                | Doug Owens                                               | 113 413                                                  | 41,30                                                    |
|                                                          | Constitution                                             | Collin R. Simonsen                                       | 13 559                                                   | 4,94                                                     |
| Total des votes                                          | Total des votes                                          | Total des votes                                          | 274 569                                                  | 100 %                                                    |
|                                                          | Les Républicains conservent                              |                                                          |                                                          |                                                          |

### 2018
| Élection de 2018 du 4e district congressionnel de l'Utah | Élection de 2018 du 4e district congressionnel de l'Utah | Élection de 2018 du 4e district congressionnel de l'Utah | Élection de 2018 du 4e district congressionnel de l'Utah | Élection de 2018 du 4e district congressionnel de l'Utah |
| -------------------------------------------------------- | -------------------------------------------------------- | -------------------------------------------------------- | -------------------------------------------------------- | -------------------------------------------------------- |
| Parti                                                    | Parti                                                    | Candidat                                                 | Votes                                                    | %                                                        |
|                                                          | Démocrate                                                | Ben McAdams                                              | 134 964                                                  | 50,13                                                    |
|                                                          | Républicain                                              | Mia Love (sortante)                                      | 134 270                                                  | 49,87                                                    |
|                                                          | Indépendant                                              | Jonathan Larele Peterson (write-in)                      | 37                                                       | 0,0                                                      |
| Total des votes                                          | Total des votes                                          | Total des votes                                          | 269 271                                                  | 100 %                                                    |
|                                                          | Les Démocrates prennent aux Républicains                 |                                                          |                                                          |                                                          |

### 2020
| Élection de 2020 du 4e district congressionnel de l'Utah | Élection de 2020 du 4e district congressionnel de l'Utah | Élection de 2020 du 4e district congressionnel de l'Utah | Élection de 2020 du 4e district congressionnel de l'Utah | Élection de 2020 du 4e district congressionnel de l'Utah |
| -------------------------------------------------------- | -------------------------------------------------------- | -------------------------------------------------------- | -------------------------------------------------------- | -------------------------------------------------------- |
| Parti                                                    | Parti                                                    | Candidat                                                 | Votes                                                    | %                                                        |
|                                                          | Républicain                                              | Burgess Owens                                            | 179 688                                                  | 47,7                                                     |
|                                                          | Démocrate                                                | Ben McAdams (sortant)                                    | 175 923                                                  | 46,7                                                     |
|                                                          | Libertarien                                              | John Molnar                                              | 13 053                                                   | 3,5                                                      |
|                                                          | United Utah (en)                                         | Jonia Broderick                                          | 8037                                                     | 2,1                                                      |
| Total des votes                                          | Total des votes                                          | Total des votes                                          | 376 701                                                  | 100 %                                                    |
|                                                          | Les Républicains prennent aux Démocrates                 |                                                          |                                                          |                                                          |

### 2022
La Primaire Démocrate a été annulée. Darlene McDonald (D) avance vers l'Élection Générale.
| Primaire Républicaine de 2022 du 4e district congressionnel de l'Utah | Primaire Républicaine de 2022 du 4e district congressionnel de l'Utah | Primaire Républicaine de 2022 du 4e district congressionnel de l'Utah | Primaire Républicaine de 2022 du 4e district congressionnel de l'Utah | Primaire Républicaine de 2022 du 4e district congressionnel de l'Utah |
| --------------------------------------------------------------------- | --------------------------------------------------------------------- | --------------------------------------------------------------------- | --------------------------------------------------------------------- | --------------------------------------------------------------------- |
| Parti                                                                 | Parti                                                                 | Candidat                                                              | Votes                                                                 | %                                                                     |
|                                                                       | Républicain                                                           | Burgess Owens (sortant)                                               | 56 397                                                                | 61,9                                                                  |
|                                                                       | Républicain                                                           | Jake Hunsaker                                                         | 34 728                                                                | 38,1                                                                  |

| Élection de 2022 du 4e district congressionnel de l'Utah | Élection de 2022 du 4e district congressionnel de l'Utah | Élection de 2022 du 4e district congressionnel de l'Utah | Élection de 2022 du 4e district congressionnel de l'Utah | Élection de 2022 du 4e district congressionnel de l'Utah |
| -------------------------------------------------------- | -------------------------------------------------------- | -------------------------------------------------------- | -------------------------------------------------------- | -------------------------------------------------------- |
| Parti                                                    | Parti                                                    | Candidat                                                 | Votes                                                    | %                                                        |
|                                                          | Républicain                                              | Burgess Owens (sortant)                                  | 155 110                                                  | 61,1                                                     |
|                                                          | Démocrate                                                | Darlene McDonald                                         | 82 181                                                   | 32,3                                                     |
|                                                          | United Utah (en)                                         | January Walker                                           | 16 740                                                   | 6,6                                                      |
|                                                          | Indépendant                                              | Jonathan Peterson                                        | 28                                                       | 0,0                                                      |
| Total des votes                                          | Total des votes                                          | Total des votes                                          | 254 059                                                  | 100 %                                                    |
|                                                          | Les Républicains conservent                              |                                                          |                                                          |                                                          |

### 2024
Les Primaires Républicaines, Démocrates et du United Utah Party ont été annulée. Burgess Owens (R-Sortant), Katrina Fallick-Wang (D) et Vaughn R. Cook (United Utah Party) avancent vers l'Élection Générale.
| Élection de 2024 du 4e district congressionnel de l'Utah | Élection de 2024 du 4e district congressionnel de l'Utah | Élection de 2024 du 4e district congressionnel de l'Utah | Élection de 2024 du 4e district congressionnel de l'Utah | Élection de 2024 du 4e district congressionnel de l'Utah |
| -------------------------------------------------------- | -------------------------------------------------------- | -------------------------------------------------------- | -------------------------------------------------------- | -------------------------------------------------------- |
| Parti                                                    | Parti                                                    | Candidat                                                 | Votes                                                    | %                                                        |
|                                                          | Républicain                                              | Burgess Owens (sortant)                                  | TBD                                                      | TBD                                                      |
|                                                          | Démocrate                                                | Katrina Fallick-Wang                                     | TBD                                                      | TBD                                                      |
|                                                          | United Utah (en)                                         | Vaughn R. Cook                                           | TBD                                                      | TBD                                                      |
|                                                          | Indépendant                                              | M. Evan Bullard                                          | TBD                                                      | TBD                                                      |
| Total des votes                                          | Total des votes                                          | Total des votes                                          | TBD                                                      | 100 %                                                    |
|                                                          |                                                          |                                                          |                                                          |                                                          |